# Saint-Onen-la-Chapelle
Saint-Onen-la-Chapelle è un comune francese di 1 087 abitanti situato nel dipartimento dell'Ille-et-Vilaine nella regione della Bretagna.

## Società

### Evoluzione demografica
Abitanti censiti